# Alt Tellin
Alt Tellin est une municipalité allemande du land de Mecklembourg-Poméranie-Occidentale et l'arrondissement de Poméranie-Occidentale-Greifswald. En 2013, elle comptait 394 hab.

## Source de la traduction
- (de) Cet article est partiellement ou en totalité issu de l’article de Wikipédia en allemand intitulé « Alt Tellin » (voir la liste des auteurs).